# Tibor Szamuely

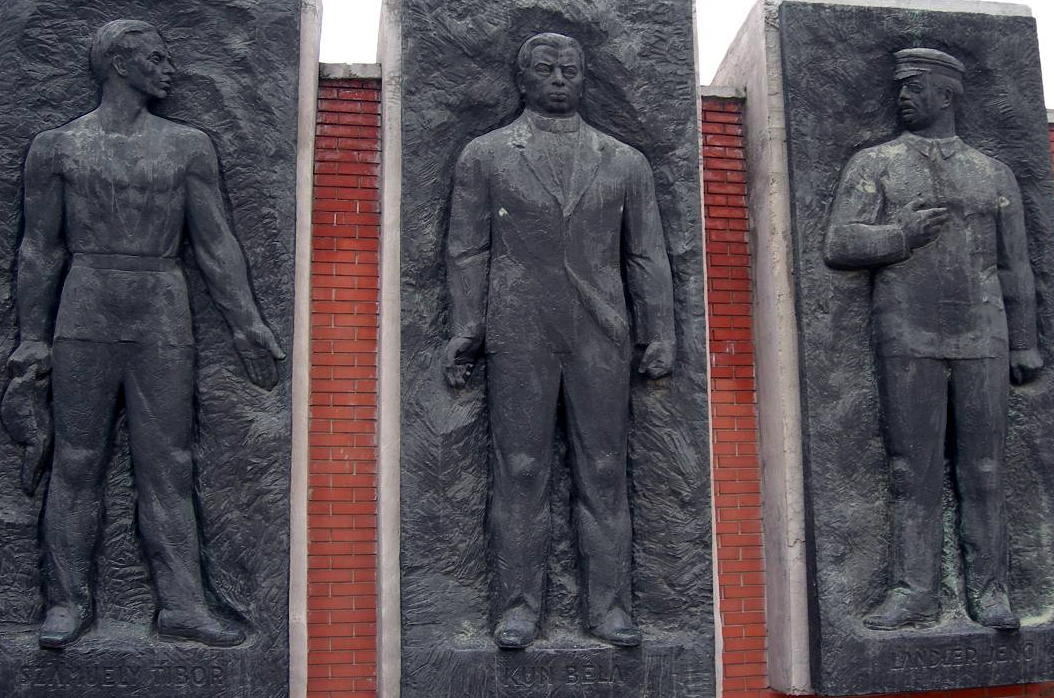
Tibor Szamuely, Béla Kun, Jenő Ländler. Monumento en Budapest.

Tibor Szamuely (27 de diciembre de 1890 - 2 de agosto de 1919) fue un político y periodista comunista húngaro de origen judío que fue Vicecomisario Popular de Guerra y Comisario Popular de Educación Pública durante la República Soviética de Hungría.

## Biografía

### Primeros años
Nacido en Nyíregyháza, en el noreste de Hungría, Szamuely era el hijo mayor de cinco hijos de una rica familia judía. Después de completar sus estudios universitarios, se convirtió en periodista. Comenzó sus actividades políticas como miembro del Partido Socialdemócrata Húngaro. 

### Carrera política
Szamuely fue reclutado y luchó como soldado durante la Primera Guerra Mundial; en 1915, fue capturado por Rusia. Después de la Revolución de Octubre de 1917, fue puesto en libertad. Para entonces, Szamuely se había interesado en el comunismo. En Moscú, organizó un grupo comunista junto con Béla Kun entre los prisioneros de guerra húngaros. Muchos de ellos, incluidos Szamuely y Kun, se unieron al Ejército Rojo soviético y lucharon en la Guerra Civil Rusa. 
Desde enero de 1918, residió en Moscú, donde trabajó con Kun para organizar prisioneros de guerra húngaros que apoyaban la revolución rusa. También fue miembro del Comité Central, responsable de la gestión de los prisioneros de guerra. El 24 de marzo, fue nombrado diputado político del grupo comunista de prisioneros de guerra húngaros. Entre el 14 y el 18 de abril, durante las sesiones, participó en la reunión de los diputados. Desde el 3 de abril de 1918, publicó un periódico comunista, Revolución Socialista, con Béla Kun. Muchos prisioneros de guerra húngaros se negaron a unirse a la Guardia Roja rusa, a pesar de sus esfuerzos. Como resultado, varios oficiales húngaros fueron ejecutados en Rusia. 
Más tarde, Szamuely fue a Alemania y, en diciembre de 1918, participó en la formación de la Liga Espartaquista, con Karl Liebknecht y Rosa Luxemburgo. Regresó a Budapest el 3 de enero de 1919. Se convirtió en miembro del Comité Central del Partido Comunista Húngaro y se unió a la edición del Libro Rojo. El 20 de febrero, se exilió pero continuó sus actividades en el Comité Central exiliado, como la participación en la organización en los paramilitares del partido.
Szamuely era extremista en sus puntos de vista y sus métodos. En febrero de 1919, cuando los comunistas en Budapest se preparaban para rebelarse contra el gobierno de coalición socialdemócrata-comunista, escribió en las páginas del Vörös Újság (Noticias Rojas): "En todas partes los contrarrevolucionarios corren y se jactan; ¡golpéenlos! ¡Golpea sus cabezas donde las encuentres! Si los contrarrevolucionarios ganaran la ventaja por una sola hora, no habrá piedad para ningún proletario. ¡Antes de sofocar la revolución, asfixiarlos con su propia sangre!."
El 21 de marzo de 1919, un golpe de Estado de los miembros comunistas del gobierno de coalición estableció la República Soviética de Hungría, bajo el liderazgo de Béla Kun. Szamuely se convirtió en un destacado político del nuevo gobierno. Ocupó varios puestos, pero luego fue nombrado Comisario del Pueblo para Asuntos Militares. Se convirtió en una figura del llamado "Terror Rojo" de Hungría. Los guardias de Szamuely recibieron el sobrenombre de "Chicos de Lenin" o "Juventud de Lenin". Eran un elemento en la elevada tensión política y la represión hacia los contrarrevolucionarios y anticomunistas. Las actividades de los Lenin Boys a veces estaban alineadas con otro paramilitar, la Guardia Roja, dirigida por József Cserny, en la que, en un tren blindado, viajaban por el país.
La base para la represión fue dada por Szamuely en un discurso pronunciado en Győr el 20 de abril de 1919: "El poder ha caído en nuestras manos. Aquellos que desean que regrese el antiguo régimen, deben ser colgados sin piedad. Debemos morder la garganta de tales individuos. La victoria del proletariado húngaro no nos ha costado grandes sacrificios hasta ahora. Pero ahora la situación exige que la sangre fluya. No debemos tenerle miedo a la sangre. La sangre es acero: fortalece nuestros corazones, fortalece el puño del proletariado. La sangre nos hará poderosos. La sangre nos llevará al verdadero mundo de la Comuna. ¡Vamos a exterminar a toda la burguesía si es necesario!."
Los tribunales revolucionarios ejecutaron entre 370 y 587 de los detenidos, y otros sitúan el número en 590.
A finales de mayo de 1919, Szamuely viajó a Moscú en avión para hacer campaña por la revolución mundial con Vladimir Lenin. A medida que Szamueue progresaba con los tribunales revolucionarios, Kun se inquietaba cada vez más por él y temía estar ganando más poder que el gobierno. Los socialdemócratas, que también eran miembros del Consejo de Gobierno Revolucionario, presionaron para mantener bajo control a Szamuely y Cserny. Por lo tanto, el actual Comisario del Pueblo de Asuntos Militares, Vilmos Böhm, ordenó la disolución de los paramilitares y los tribunales a fines de abril de 1919. Szamuely no obedeció, pero continuó las actividades de los tribunales en Szolnok en mayo, luego en Abony. Planeaba asesinar a Böhm, pero en agosto de 1919, la República Soviética de Hungría había terminado después de la guerra húngaro-rumana, y Szamuely se vio obligado a exiliarse.

### Vida posterior
La República Soviética de Hungría duró seis meses. El 1 de agosto de 1919, Kun se exilió cuando las tropas rumanas invadieron Budapest. Szamuely logró escapar de las represalias anticomunistas, conocidas como el "Terror Blanco". Se fue en su automóvil hacia Austria el 2 de agosto de 1919, pero después de hacer un cruce fronterizo ilegal, fue arrestado por las autoridades austriacas. Las autoridades húngaras y austriacas informaron que Szamuely se había pegado un tiro mientras se registraba al partisano comunista que lo introdujo de contrabando a través de la frontera. La esposa de Béla Kun escribió en sus memorias que Szamuely le había contado sobre su plan de suicidio si era capturado y le había mostrado un arma escondida en su ropa. Sin embargo, esa versión de los hechos no es universalmente aceptada, y algunos creen que los guardias fronterizos le dispararon. 
El portaaviones soviético MV Tibor Szamueli lleva su nombre.

## Libros
- Tibor Szamuely Alarm! - ausgewählte Reden und Aufsätze (Berlin. 1959).
- When Israel is King, by J. and J. Tharaud (McBride: New York, 1924).
- András Simor: Így élt Szamuely Tibor, Móra Könyvkiadó. (Budapest, 1978)